# Roland II (évêque de Dol)
Roland II  ou  Rollandus (mort le 12 mai 1107) est archevêque de Dol de Bretagne de 1093 à 1107.

## Contexte
Roland ou Rollandus est moine à l'abbaye du Mont Saint-Michel lorsqu'il est élu en 1093 au siège de Dol de Bretagne et consacré par Raoul II  archevêque de Tours (1086-1117). Il se rend à Rome et rencontre le Pape Urbain II qui lui accorde la pallium « sauf les droits des archevêques de Tours sur le églises de Bretagne » et qui le traite comme un archevêque ce qui provoque les protestations de l'archevêché de Tours. Le Pape précise toutefois dans sa bulle pontificale de 1094 qu'à l'avenir, après la mort de Roland, aucun évêque de Dol n'aura le pallium. Roland se considère néanmoins comme archevêque pendant tout le reste de sa vie. Il assiste au Concile de Saintes en 1096 et à celui de Bordeaux en 1098. Il meurt en 1107 le 12 mai selon l'obituaire de son abbaye En apprenant sa mort le chapitre de Dol élit Wulgrin, chancelier de l'église de Chartres qui refuse la fonction par humilité.